# فرانسيس آرثر باثر
كان فرانسيس آرثر باثر FRS (17 فبراير 1863، في ريتشموند أبون تيمز - 20 مارس 1934) عالمًا في علم الحفريات وعلم الجيولوجيا وعلم الرخويات في بريطانيا. كانت والدته، لوسي إليزابيث بلومفيلد ابنة لتشارلز بلومفيلد أسقف لندن. وكان والده آرثر هنري باثر الذي كان أصمًا وكان كاتبًا في مكتب المحاسب العام للبحرية.
انضم باثر إلى قسم الجيولوجيا في متحف التاريخ الطبيعي في عام 1887. أصبح حارسًا خلفًا لآرثر سميث وودوارد في عام 1924، وتقاعد في عام 1928.
حصل باثر على ميدالية ليل من الجمعية الجيولوجية، والتي شغل فيها منصب الرئيس أيضًا. كان عضوا فخريا في الجمعية الجيولوجية الملكية في كورنوال، وانتخب زميلا في الجمعية الملكية في عام 1909. انتخب عضوا فخريا أجنبيا في الأكاديمية الأمريكية للفنون والعلوم في عام 1928. في عام 1932، حصل باثر على ميدالية ماري كلارك طومسون من الأكاديمية الوطنية للعلوم.
تزوج من ستينا بارغو، ابنة أدولف بارغو من ستوكهولم، وأخت الفنانة السويدية كارين لارسون ولديهما ابنة وولدين. ولها صورة فوتوغرافية في المعرض الوطني في لندن.

## قائمة المصادر
- التورية من شكسبير في Noctes Shaksperianae (1887)
- Crinoidea of Gotland، ستوكهولم (1893)
- أجناس وأنواع البلاستويدات (1899)
- The Man as Museum-القيم الفني، مجلة المتاحف، (1902).
- فصول على الجلد المشقوق في مقالة Lankester عن علم الحيوان، Encycl. بريت.
- المشقوقة الترياسي لباكوني (1909)
- Cystidea من Girvan (1913)
- دراسات في Edrioasteroidea (1915)